# Robin Larsson
Robin Christian Zacharias Larsson, född 8 juli 1992 i Svenljunga, är en svensk racerförare som för tillfället tävlar i rallycross. Han är regerande rallycross-mästare, 2022–23 och kör för Dreyer & Reinbold Racing JC. Han har tidigare vunnit EM-guld i FIA European Rallycross Supercar Championship 2014 och 2019. Han är son till den dubble Europamästaren i rallycross Lars Larsson.

## Tävlingsresultat

### Resultat frånFIA World Rallycross Championship

#### Supercar
| Year | Entrant            | Car            | 1     | 2      | 3      | 4      | 5      | 6      | 7       | 8       | 9      | 10     | 11     | 12     | 13    | WRX  | Points |
| ---- | ------------------ | -------------- | ----- | ------ | ------ | ------ | ------ | ------ | ------- | ------- | ------ | ------ | ------ | ------ | ----- | ---- | ------ |
| 2014 | Robin Larsson      | Audi A1        | POR   | GBR 2  | NOR 20 | FIN    | SWE 34 | BEL 6  | CAN     | FRA     | GER 3  | ITA 10 | TUR    | ARG    |       | 9th  | 76     |
| 2015 | Robin Larsson      | Audi A1        | POR 9 | HOC 5  | BEL 14 | GBR 12 | GER 9  | SWE 34 | CAN 18  | NOR 3   | FRA 6  | BAR 6  | TUR 10 | ITA 8  | ARG 1 | 8th  | 147    |
| 2016 | Robin Larsson      | Audi A1        | POR 2 | HOC 6  | BEL 13 | GBR 15 | NOR 10 | SWE 8  | CAN 16  | FRA 10  | BAR 5  | LAT 12 | GER 13 | ARG 6  |       | 9th  | 109    |
| 2017 | Robin Larsson      | Audi A1        | BAR   | POR    | HOC 13 | BEL    | GBR    | NOR    | SWE     | CAN     | FRA    | LAT    | GER    | RSA    |       | 21st | 4      |
| 2018 | Olsbergs MSE       | Ford Fiesta ST | BAR 9 | POR 13 | BEL 7  | GBR 13 | NOR 10 | SWE 12 | CAN 12† | FRA 21† | LAT 17 | USA 14 | GER 12 | RSA 15 |       | 15th | 34     |
| 2019 | Team JC Raceteknik | Audi S1        | UAE   | ESP    | BEL    | GBR    | NOR    | SWE    | CAN     | FRA     | LAT 19 | RSA    |        |        |       | 34th | 0      |

### Nitro Rallycross-resultat

#### Supercar
| År   | Deltagare                   | Bil     | 1      | 2     | 3     | 4     | 5      | Rang | Poäng |
| ---- | --------------------------- | ------- | ------ | ----- | ----- | ----- | ------ | ---- | ----- |
| 2021 | Monster Energy RX-kartellen | Audi S1 | UTA 11 | ERX 6 | WHP 9 | HLN 8 | GRAN 5 | 7:a  | 73    |

#### Grupp E
| År      | Deltagare                       | Bil   | 1     | 2     | 3     | 4     | 5      | 6      | 7     | 8      | 9      | 10     | Rang | Poäng |
| ------- | ------------------------------- | ----- | ----- | ----- | ----- | ----- | ------ | ------ | ----- | ------ | ------ | ------ | ---- | ----- |
| 2022-23 | Dreyer &amp; Reinbold Racing JC | FC1-X | GBR 1 | SWE 2 | ERX 2 | GHR 2 | WHP1 5 | WHP2 1 | QBC 3 | GHR2 8 | GHR3 4 | GHR4 1 | 1:a  | 403   |